# Ядра конденсации
Ядра конденсации облаков или CCN (также известные как семена облаков) представляют собой небольшие частицы, обычно размером 0,2 мкм, или 1/100 размера облачной капли, на которой конденсируется водяной пар. Вода требует негазовой поверхности для перехода от пара к жидкости; этот процесс называется конденсацией. В атмосфере эта поверхность представляет собой крошечные твердые или жидкие частицы, называемые CCN. Когда CCN отсутствуют, водяной пар может быть переохлажден при температуре около −13°C в течение 5-6 часов до того, как капли спонтанно образуются (это основа камеры Вильсона для обнаружения субатомных частиц). При температуре выше точки замерзания воздух должен быть перенасыщен примерно до 400 %, прежде чем могут образоваться капли.

## Размер, изобилие и состав
Типичная капля дождя имеет диаметр около 2 мм, типичная облачная капля имеет размер порядка 0,02 мм, а типичное ядро конденсации облака (аэрозоль) имеет диаметр порядка 0,0001 мм или 0,1 мкм или больше. Количество облачных ядер конденсации в воздухе можно измерить и составляет от 100 до 1000 на кубический сантиметр. Общая масса CCN, введенных в атмосферу, оценивается в 2x1012 кг за год.
Есть много различных типов атмосферных частиц, которые могут действовать как CCN. Частицы могут состоять из пыли или глины, сажи или черного углерода от пастбищ или лесных пожаров, морской соли от брызг океанских волн, сажи от заводских дымовых труб или двигателей внутреннего сгорания, сульфата от вулканической активности, фитопланктона или окисления диоксида серы и вторичных органическое вещество, образующееся при окислении летучих органических соединений. Способность этих различных типов частиц образовывать облачные капли различается в зависимости от их размера, а также их точного состава, поскольку гигроскопические свойства этих различных компонентов очень различаются. Например, сульфат и морская соль легко поглощают воду, в то время как сажа, органический углерод и минеральные частицы — нет. Это еще более усложняется тем фактом, что многие химические вещества могут быть смешаны внутри частиц (в частности, сульфат и органический углерод). Кроме того, хотя некоторые частицы (например, сажа и минералы) не образуют очень хороших CCN, они действуют как ядра льда в более холодных частях атмосферы.
Количество и тип CCN могут влиять на количество осадков, время жизни и радиационные свойства облаков, а также на количество и, следовательно, оказывать влияние на изменение климата; детали не совсем понятны, но являются предметом исследования. Существует также предположение, что солнечные колебания могут влиять на свойства облаков через CCN и, следовательно, влиять на климат.

## Роль фитопланктона
Сульфатный аэрозоль (SO42- и капли метансульфоновой кислоты) действует как CCN. Эти сульфатные аэрозоли частично образуются из диметилсульфида (ДМС), продуцируемого фитопланктоном в открытом океане. Крупное цветение водорослей в поверхностных водах океана происходит в широком диапазоне широт и вносит значительный вклад DMS в атмосферу, действуя как ядра. Идея о том, что повышение глобальной температуры также повысит активность фитопланктона и, следовательно, числа CCN, рассматривалась как возможное природное явление, которое будет противодействовать изменению климата. Ученые наблюдали рост фитопланктона в определенных областях, но причины этого неясны.